# The Banner Saga 3
The Banner Saga 3 est un jeu vidéo de rôle tactique développé par Stoic Studio. Il s'agit du dernier opus d'une trilogie de jeux avec The Banner Saga (2014) et The Banner Saga 2 (2016).

## Système de jeu
The Banner Saga 3 est un jeu de rôle tactique avec des combats au tour par tour. Le thème du jeu est inspiré de la culture viking.

## Développement et publication
The Banner Saga 3 a été développée par Stoic, un studio fondé par d'anciens employés de BioWare. Après la sortie de The Banner Saga 2 en 2016, Stoic a exprimé son intérêt pour la création d'un troisième opus, notant que l'univers fictif qu'ils ont créé offrait de nombreuses possibilités de narration. S'exprimant lors de la conférence des développeurs de jeux NASSCOM 2016, le cofondateur de Stoic, John Watson, a affirmé son intention de terminer la trilogie de jeux The Banner Saga. Il a estimé que le budget requis serait de 2 millions de dollars et a déclaré qu'ils avaient envisagé un financement externe.
En janvier 2017, The Banner Saga 3 a été annoncé avec le lancement d'une campagne de financement sur Kickstarter. L'objectif de 200 000 $ a été atteint en moins d'une semaine et la campagne s'est terminée en mars avec 416 986 $ obtenus pour le développement du jeu,. Alors que la majorité du financement proviendrait toujours de Stoic, Watson a déclaré que la campagne Kickstarter créerait également une communauté de testeurs enthousiastes.  
Le jeu a été publié par Versus Evil et est sorti sur Windows et macOS.